# God Among Insects
I God Among Insects sono un supergruppo death metal svedese formatosi nel 2004 a Stoccolma e scioltosi nel 2008.
La formazione comprendeva Emperor Magus Caligula e Lord K. Philipson dei Dark Funeral, Tomas Elofsson di Sanctification, In Battle e Those Who Bring the Torture e Tobias Gustafsson dei Vomitory. Il 17 ottobre 2007, dopo aver pubblicato due album studio, hanno ufficialmente comunicato il loro scioglimento, tenendo l'ultimo concerto all'House of Metal Festival 2008.
Il loro sound non era in realtà completamente riconducibile al death metal, tanto che All Music Guide ha descritto la loro traccia Legions of Darkness come una fusione di Sum 41, GWAR e Sepultura e ha citato hardcore punk e industrial tra le influenze della band.

## Formazione
- Emperor Magus Caligula - voce
- Lord K. Philipson - chitarra
- Tomas Elofsson - basso
- Tobias Gustafsson - batteria

## Discografia

### Album in studio
- 2004 - World Wide Death
- 2006 - Zombienomicon